# Spoorlijn Langå - Bramming
De spoorlijn Langå - Bramming (Deens: Diagonalbanen) was een regionale spoorlijn tussen Langå en Bramming van het schiereiland Jutland in Denemarken.

## Geschiedenis
De spoorlijn werd in vier fasen geopend door de Danske Statsbaner. Het gedeelte Langå - Silkeborg op 12 november 1908, van Silkeborg naar Brande op 1 oktober 1920, Brande - Grindsted op 1 november 1917 en van Grindsted naar Bramming op 12 november 1916.

## Huidige toestand
In 1971 is het grootste gedeelte van de lijn gesloten en opgebroken. Thans bestaat alleen het gedeelte tussen Grindsted en Bramming nog dat sporadisch wordt gebruikt voor goederenvervoer en museumtreinen.

## Aansluitingen
In de volgende plaatsen is of was er een aansluiting op de volgende spoorlijnen:

### Langå
- Århus - Aalborg
- Langå - Struer

### Laurbjerg
- Århus - Aalborg

### Thorsø
- Århus - Thorsø (Hammelbanen)

### Silkeborg
- Horsens - Silkeborg
- Skanderborg - Skjern
- Rødkærsbro - Silkeborg

### Funder
- Skanderborg - Skjern

### Ejstrupholm
- Horsens - Thyregod

### Brande
- Holstebro - Vejle

### Grindsted
- Kolding - Troldhede (Troldhedebanen)
- Varde - Grindsted
- Vejle - Grindsted

### Bramming
- Bramming - Tønder
- Lunderskov - Esbjerg